# Де-Калб (Іллінойс)
Де-Калб (англ. DeKalb) — місто (англ. city) в США, в окрузі Декальб штату Іллінойс. Населення — 40 290 осіб (2020). Назване на честь американського героя війни за незалежність німецького походження Йоганна де Кальба.

## Географія
Де-Калб розташований за координатами 41°55′50″ пн. ш. 88°44′52″ зх. д. / 41.93056° пн. ш. 88.74778° зх. д. (41.930614, -88.747830) на річці Кішвокі. За даними Бюро перепису населення США в 2010 році місто мало площу 38,37 км², з яких 37,95 км² — суходіл та 0,42 км² — водойми. В 2017 році площа становила 42,02 км², з яких 41,60 км² — суходіл та 0,42 км² — водойми.

### Клімат
| Клімат : Де-Калб        | Клімат : Де-Калб | Клімат : Де-Калб | Клімат : Де-Калб | Клімат : Де-Калб | Клімат : Де-Калб | Клімат : Де-Калб | Клімат : Де-Калб | Клімат : Де-Калб | Клімат : Де-Калб | Клімат : Де-Калб | Клімат : Де-Калб | Клімат : Де-Калб | Клімат : Де-Калб |
| Показник                | Січ.             | Лют.             | Бер.             | Квіт.            | Трав.            | Черв.            | Лип.             | Серп.            | Вер.             | Жовт.            | Лист.            | Груд.            | Рік              |
| Середній максимум, °C   | −2,2             | 0,8              | 7,5              | 15,3             | 21,4             | 26,9             | 28,6             | 27,6             | 24,1             | 16,8             | 8,3              | 0,4              | 14,6             |
| Середня температура, °C | −6,4             | −3,6             | 2,4              | 9,2              | 15,2             | 20,9             | 22,9             | 21,9             | 17,8             | 10,7             | 3,7              | −3,7             | 9,3              |
| Середній мінімум, °C    | −10,7            | −8,2             | −2,7             | 3,2              | 9,1              | 15,0             | 17,2             | 16,2             | 11,6             | 4,7              | −1,1             | −7,8             | 3,8              |
| Норма опадів, мм        | 37               | 39               | 59               | 84               | 116              | 106              | 111              | 112              | 80               | 72               | 67               | 55               | 929              |
| Днів з опадами          | 10               | 8                | 11               | 11               | 12               | 11               | 10               | 9                | 9                | 10               | 10               | 11               | 119              |
| Днів зі снігом          | 7                | 5                | 3                | 1                | 0                | 0                | 0                | 0                | 0                | 0                | 2                | 6                | 24               |
| ----------------------- | ---------------- | ---------------- | ---------------- | ---------------- | ---------------- | ---------------- | ---------------- | ---------------- | ---------------- | ---------------- | ---------------- | ---------------- | ---------------- |
| Джерело: NOAA           |                  |                  |                  |                  |                  |                  |                  |                  |                  |                  |                  |                  |                  |

## Демографія
Згідно з переписом 2010 року, у місті мешкали 43 862 особи в 15 386 домогосподарствах у складі 7508 родин. Густота населення становила 1143 особи/км². Було 16436 помешкань (428/км²).
Расовий склад населення:
| - 74,9 % — білих - 12,8 % — чорних або афроамериканців - 4,1 % — азіатів - 0,3 % — корінних американців - 5,5 % — осіб інших рас |

До двох чи більше рас належало 2,4 %. Частка іспаномовних становила 12,5 % від усіх жителів.
За віковим діапазоном населення розподілялося таким чином: 17,6 % — особи молодші 18 років, 74,9 % — особи у віці 18—64 років, 7,5 % — особи у віці 65 років та старші. Медіана віку мешканця становила 23,6 року. На 100 осіб жіночої статі у місті припадало 101,2 чоловіків; на 100 жінок у віці від 18 років та старших — 100,4 чоловіків також старших 18 років.
Середній дохід на одне домашнє господарство становив 52 557 доларів США (медіана — 37 954), а середній дохід на одну сім'ю — 68 163 долари (медіана — 57 508). Медіана доходів становила 42 275 доларів для чоловіків та 34 775 доларів для жінок. За межею бідності перебувало 32,3 % осіб, у тому числі 36,7 % дітей у віці до 18 років та 6,7 % осіб у віці 65 років та старших.
Цивільне працевлаштоване населення становило 20 361 осіб. Основні галузі зайнятості: освіта, охорона здоров'я та соціальна допомога — 33,5 %, мистецтво, розваги та відпочинок — 17,0 %, роздрібна торгівля — 13,5 %.

## Відомі люди
- Річард Дейл Дженкінс (* 1947) — американський актор кіно і телебачення.